# Iosif Polterovich
Iosif Polterovich (né le 24 juillet 1974 à Moscou) est un mathématicien israélo-canadien qui travaille dans le domaine de l'analyse géométrique et de l'analyse globale.

## Biographie
Polterovich est diplômé de l'université Lomonosov en 1995 et il a obtenu son doctorat en 2000 à l'Institut Weizmann sous la direction de Yakar Kannai (titre de sa thèse : Computation of Heat Invariants and the Agmon-Kannai Method). Il est chercheur postdoctoral au Centre de Recherches Mathématiques (CRM) de l'université de Montréal, au Mathematical Sciences Research Institute et à l'Institut Max-Planck de mathématiques. À partir de  2002, il est professeur à l’Université de Montréal et depuis 2002 également, il y est titulaire de la Chaire de recherche du Canada en géométrie et théorie spectrale.

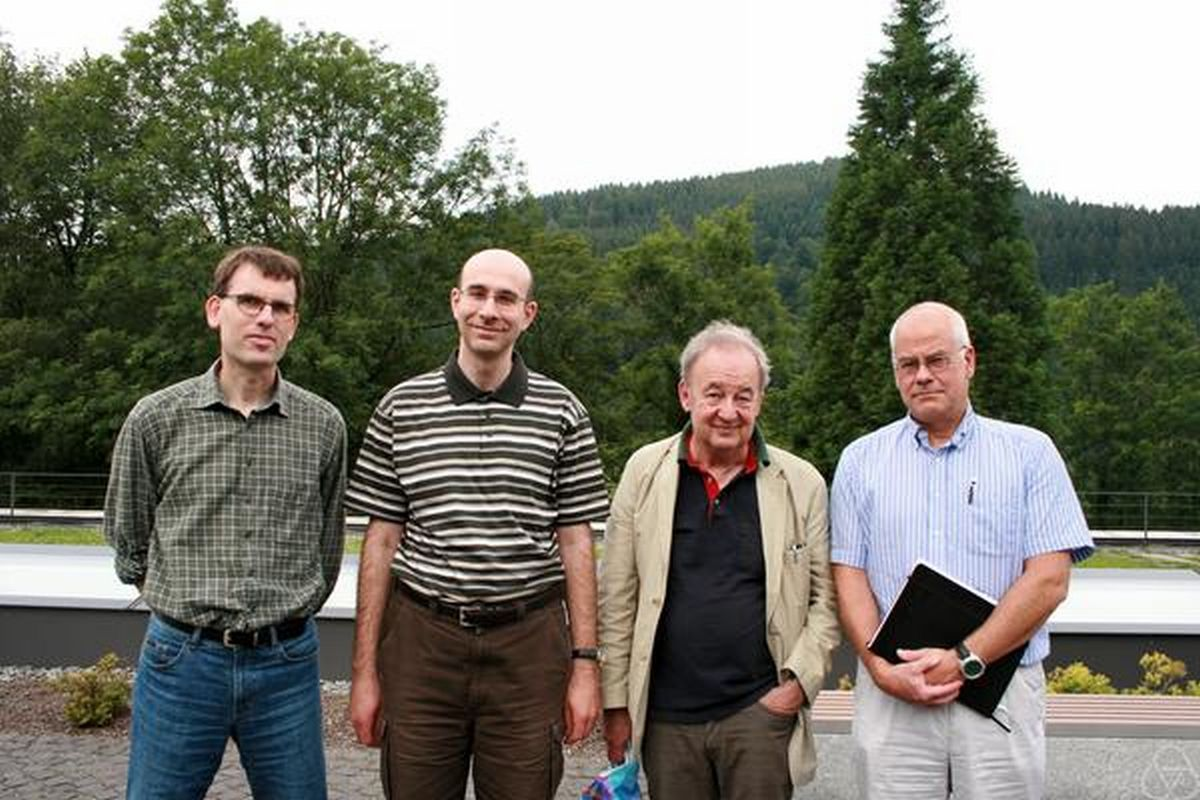
Polterovich (2e à partir de la gauche) à Oberwolfach en 2012, avec de gauche à droite Daniel Grieser, Thomas Hoffmann-Ostenhof, Michel Van den Bergh

## Recherche
Polterovich travaille en théorie spectrale géométrique (c'est-à-dire, par exemple, sur le spectre de l'opérateur de Laplace-Beltrami sur les variétés). Dans sa thèse de 2000, il a présenté des formules explicites pour les invariants de l'équation de la chaleur sur les variétés, permettant ainsi leur expression sous forme close. Ces invariants sont les coefficients du développement, à petite échelle de temps, du noyau de l'équation de la chaleur sur les variétés (qui, dans le cas stationnaire, se transforme en opérateur de Laplace-Beltrami).
D'autres contributions de Polterovich concernent les régions isospectrales, l'asymptotique des valeurs propres de l'opérateur laplacien et les inégalités isopérimétriques pour les valeurs propres.

## Distinctions
En 2011, il a reçu le prix Coxeter-James  et en 2006 le prix André-Aisenstadt
En 2008, il a reçu le prix G. de B. Robinson avec Dmitry Jakobson et Nikolai Nadirashvili pour leur article Extremal metric for the first eigenvalue on a Klein bottle (Canad. J. Math. 58, 2006, 381–400). Cet article considère le problème de trouver des métriques riemanniennes pour des surfaces fermées qui rendent extrémale la valeur propre la plus petite de l'opérateur de Laplace-Beltrami (convenablement normé avec l'aire de la surface  ) ; le problème a été résolu précédemment pour la 2-sphère (par Joseph Hersch 1970), pour  le plan projectif réel (par P. Li et Shing-Tung Yau 1982) et pour le 2-tore (par A. El Soufi, S. Ilias 2000). Polterovich et ses coauteurs ont résolu le cas difficile de la bouteille de Klein .

## Publications (sélection)
Livre : 
- (en) Michael Levitin, Dan Mangoubi et Iosif Polterovich, Topics in Spectral Geometry, AMS, coll. « AMS eBooks: Graduate Studies in Mathematics » (no 237), 2023 (DOI 10.1090/gsm/237, présentation en ligne)

Articles : 
- Dmitry Jakobson, Nikolai Nadirashvili et Iosif Polterovich, « Extremal Metric for the First Eigenvalue on a Klein Bottle », Canadian Journal of Mathematics, vol. 58, no 2,‎ avril 2006, p. 381–400 (DOI 10.4153/CJM-2006-016-0, arXiv math/0311484, lire en ligne)
- Alexandre Girouard et Iosif Polterovich, « Spectral geometry of the Steklov problem (Survey article) », Journal of Spectral Theory, vol. 7, no 2,‎ 5 juin 2017, p. 321–359 (DOI 10.4171/jst/164, arXiv 1411.6567, lire en ligne)
- Mikhail Karpukhin, Mickaël Nahon, Iosif Polterovich et Daniel Stern, « Stability of isoperimetric inequalities for Laplace eigenvalues on surfaces », Journal of Differential Geometry, vol. 129, no 2,‎ 1er février 2025 (DOI 10.4310/jdg/1738163208, lire en ligne)
- Nikolay Filonov, Michael Levitin, Iosif Polterovich et David A. Sher, « Pólya's conjecture for Dirichlet eigenvalues of annuli », arXiv.org,‎ 27 mai 2025 (DOI 10.48550/arXiv.2505.21737, lire en ligne, consulté le 19 juin 2025)